# Seleção Sergipana de Futebol
A Seleção Sergipana de Futebol é uma seleção de futebol convocada pela Federação Sergipana de Futebol (FSF). 
A Seleção Sergipana é a convocação dos melhores jogadores do estado de Sergipe para a disputa de amistosos ou competições, como entre 1922 e 1987 para a disputa do Campeonato Brasileiro de Seleções Estaduais (com várias interrupções).
A seleção não é reconhecida pela FIFA

## História
Disputou o Campeonato Brasileiro de Seleções Estaduais, mas sem grandes resultados nessa competição. Além de já ter realizado amistosos com Seleção Brasileira de Futebol na inauguração do Estádio Estadual Lourival Baptista em 1969.

## Jogadores
Baseado na convocação para o amistoso, contra a Seleção Brasileira, que foi realizado no dia 31 de maio.